# 岩崎了
岩崎 了（いわさき りょう、9月7日 - ）は、日本の男性声優。アーツビジョン所属。兵庫県出身。

## 人物
日本ナレーション演技研究所出身。方言は関西弁。趣味・特技は映画鑑賞、音響編集、キャンプ、早起き、空手の型、整理整頓。　

## 出演
太字はメインキャラクター。

### テレビアニメ
2010年
- 荒川アンダー ザ ブリッジ（国土交通大臣の秘書）
- SDガンダム三国伝 Brave Battle Warriors（2010年 - 2011年、張郃ザクIII、曹操兵）
- ストライクウィッチーズ2（パイロット）
- 咎狗の血（部下）
- NARUTO -ナルト- 疾風伝（モズク、木ノ葉隠れの里の忍、後輩忍）
- ハートキャッチプリキュア!（加賀やすひこ、スナッキー、男子生徒、パソコン番長、先生、カスミの父、青年）

2011年
- イナズマイレブンGO（2011年 - 2014年、錦龍馬、ジル・ド・レ、徳川慶喜、コール・ラルーゼ、皆帆左京、バルガ・ザックス 他） - 3シリーズ
- たまゆら〜hitotose〜（父）
- まじっく快斗（警官）
- 魔乳秘剣帖（使用人B）
- ラストエグザイル-銀翼のファム-（操舵士〈貴族船〉）
- ロウきゅーぶ!（カマキリ）

2012年
- 銀魂'（隊士A）
- Fate/Zero 2ndシーズン（管制官）

2013年
- 私がモテないのはどう考えてもお前らが悪い!（智子の父）

2016年
- 坂本ですが?（男子生徒）

2018年
- 僕のヒーローアカデミア（2018年 - 2024年、スピナー） - 5シリーズ

2021年
- SCARLET NEXUS（男性アナウンサー、怪伐軍）
- ポケットモンスター（ニトウ）

### 劇場アニメ
2007年
- ストレンヂア 無皇刃譚

2010年
- 劇場版 NARUTO -ナルト- 疾風伝 ザ・ロストタワー

2011年
- 鬼神伝（武官）
- 劇場版イナズマイレブンGO 究極の絆 グリフォン（錦龍馬、蛇野巻人）
- 劇場版 NARUTO -ナルト- 炎の中忍試験! ナルトVS木ノ葉丸!!（池乃カマキリ）
- 手塚治虫のブッダ -赤い砂漠よ!美しく-

2012年
- 劇場版イナズマイレブンGO vs ダンボール戦機W（錦龍馬）
- 図書館戦争 革命のつばさ
- ぷかぷかジュジュ
- ももへの手紙

2014年
- アルモニ（渡辺）

### OVA
- 好きです鈴木くん!!（2010年、鈴木忍）

### Webアニメ
- Starry☆Sky（2010年、隼風）

### ゲーム
2006年
- アルティメット スパイダーマン（ライノ）

2009年
- Starry☆Sky 〜in Winter〜（颯斗の兄）
- ヒイロノカケラ 新玉依姫伝承（伊勢源太郎）
- ファイナルファンタジーXIII

2010年
- ALAN WAKE（ラスティ）
- Halo:Reach

2011年
- アサシン クリード リベレーション
- イナズマイレブン ストライカーズ（2011年 - 2012年、錦龍馬、蛇野巻人、ウォーリー、ザノウ、オーグ、ビオラ） - 2作品
- イナズマイレブンGO（2011年 - 2013年、錦龍馬、徳川慶喜、議員、コール・ラルーゼ、バルガ・ザックス、バンバロス・タワー） - 3作品

2012年
- アサシン クリード III
- Starry☆Sky 〜After Winter〜（青空隼風）
- Halo 4

2013年
- Gears of War:judgment
- Starry☆Sky 〜After Winter〜 Portable（青空隼風）
- SNOW BOUND LAND（ベイセル）

2016年
- テイルズ オブ ベルセリア（パーシバル・イル・ミッド・アスガード）

2018年
- オクトパストラベラー
- THE KING OF FIGHTERS ALLSTAR（如月影二）

2020年
- 龍が如く7 光と闇の行方
- 仁王2（レン・ハヤブサ）
- ゼルダ無双 厄災の黙示録

2023年
- ゼルダの伝説 ティアーズ オブ ザ キングダム

### ドラマCD
- アマガミ vol.1
- アリアンロッド・サガ ファンブック（ディーンの部下）
- イナズマイレブンGO ドラマCD「永遠の絆!!」（錦龍馬）

### BLCD
- 仮面の花嫁〜弄花伝〜
- キスができない、恋をしたい（友人）
- クリティカル・ラヴァーズ（教師）
- タイトロープ（組員）
- 家賃半分の居場所です（水瀬）

### オーディオブック
- audiobook.jp
  - 椿山課長の七日間（2017年、五郎）
  - 柚子の花咲く（2017年）
  - 教場（2018年、ナレーター）
  - 恋歌（2018年、以徳）
  - 虐殺器官〔新版〕（2018年、ロックウェル）
  - 【新釈】走れメロス 他四篇（2019年、語り・図書館警察長官・鹿島）[8]
  - 神去なあなあ日常（2019年、熊谷先生）
  - ハーモニー〔新版〕（2019年、エリヤ・ヴァシロフ）
  - ある男（2019年）
  - きいろいゾウ（2020年、ムコ）
  - 罪の声（2020年）
  - 「聴く」ことの力 臨床哲学試論（2020年、朗読）
  - 成瀬は天下を取りにいく（2024年、吉嶺マサル[9]）
  - 成瀬は信じた道をいく（2024年、篠原裕章[10]）

- Audible
  - 一流の睡眠（2019年、朗読）
  - 超スピード文章術（2020年、朗読）
  - 対面・電話・メールまで クレーム対応「完全撃退」マニュアル 100業種・5000件を解決したプロが明かす23の技術（2020年、朗読）
  - 超一流の雑談力（2020年、朗読）
  - 学びを結果に変えるアウトプット大全（2020年、朗読）
  - 学び効率が最大化するインプット大全（2020年、朗読）
  - 夢をかなえるゾウ（2020年、朗読）
  - 夢をかなえるゾウ2 ガネーシャと貧乏神（2021年、朗読）
  - 「専門家」以外の人のための決算書＆ファイナンスの教科書（2021年、朗読）
  - 夢をかなえるゾウ3 ブラックガネーシャの教え（2021年、朗読）
  - 起業大全 スタートアップを科学する9つのフレームワーク（2021年、朗読）
  - 職業政治家 小沢一郎のカバーアート（2021年、朗読）

### デジタルコミック
- UULAマンガ ピース オブ ケイク（天ちゃん）

### 吹き替え

#### 映画
- アジョシ（ラム・ロワン）
- グレッグのダメ日記
- クロッシング（メルヴィン）
- 猿の惑星: 創世記
- しあわせの隠れ場所（"ビッグ・トニー"・ハミルトン〈オマー・J・ドージー（英語版）〉）※DVD版
- スカイライン -征服-
- 世界侵略: ロサンゼルス決戦
- セックス・アンド・ザ・シティ2（ムード）
- ゼブラ軍団
- チョイス!（ピザ配達員）
- パーフェクト・ホスト 悪夢の晩餐会（ルパート〈クーパー・バーンズ〉）
- ハロウィンII（デヴィッド）
- ホワイトハウス・ダウン（コンラッド・サーン[11]）
- ラスト・リベンジ（ミルトン・シュルツ〈アントン・イェルチン〉）
- 私の中のあなた（テイラー）

#### ドラマ
- IRIS-アイリス-
- NCIS:LA 〜極秘潜入捜査班
- KAMEN RIDER DRAGON KNIGHT（モンスター）
- キャッスル 〜ミステリー作家は事件がお好き
- グッド・ワイフ2
- 刑事トム・ソーン 声なき目撃者
- 荒野のピンカートン探偵社（ロバート・ピンカートン）
- ゴースト 〜天国からのささやき（警察官）
- CSI:ニューヨーク7
- CSI:マイアミ9
- 自由へのトンネル（ブレガ）
- スターゲイト アトランティス（ケンプ中尉）
- テラノバ/Terra Nova
- トゥルーブラッド（エッグス）
- 24 -TWENTY FOUR- シーズン8（ナビール 他）
- NIKITA / ニキータ
- ハリーズ・ロー 裏通り法律事務所
- プリティ・リトル・ライアーズ（ダレン・ワイルデン）
- ボードウォーク・エンパイア 欲望の街
- ボルジア家 愛と欲望の教皇一族
- MAD MEN
- ミディアム5 霊能者アリソン・デュボア
- ユーリカ シーズン3
- ライ・トゥ・ミー 嘘は真実を語る（ニック、リチャード）
- 流星剣侠伝 大人物（秦歌、楚留香、童絶）
- 私はラブ・リーガル

#### アニメ
- スター・ウォーズ:ヤング・ジェダイ・アドベンチャー（ベル・ゼティファー）

#### テレビ番組
- The Hills（ブロディ）

### ボイスオーバー
- ナショナルジオグラフィック

### ナレーション
- IGストア CM
- 陰謀のセオリーUSA
- パーティーボックス100 PV

### 特撮
- 仮面ライダーウィザード（2013年、仮面ライダーの声）

### 舞台
- ハートキャッチプリキュア! ミュージカルショー（スナッキー）
- 僕らの世界の確かなイト（月島）
- また会おうと竜馬は言った（棟方）

### シリーズ一覧
1. ↑  第1期（2011年 - 2012年）、第2期『クロノ・ストーン』（2012年 - 2013年）、第3期『ギャラクシー』（2013年 - 2014年）
2. ↑  第3期（2018年）、第4期（2020年）、第5期（2021年）、第6期（2022年 - 2023年）、第7期（2024年）
3. ↑  『2012エクストリーム』（2011年）、『GO 2013』（2012年）
4. ↑  『シャイン/ダーク』（2011年）、『2 クロノ・ストーン ネップウ/ライメイ』（2012年）、『ギャラクシー ビッグバン/スーパーノヴァ』（2013年）